# 本戈 (安哥拉)
7°26′24″S 15°23′12″E / 7.44000°S 15.38667°E
本戈（Bungo, Angola），是安哥拉的城鎮，位於該國西北部，由威熱省負責管轄，始建於1916年，東鄰桑扎蓬博，面積2,156平方公里，人口約44,000，人口密度每平方公里20人。